# Joost Bellaart
Joost Bellaart (Dordrecht, 15 februari 1951 – Naarden, 21 december 2020) was een Nederlands hockeycoach. Bellaart geldt als een van de meest succesvolle clubcoaches in het Nederlandse hockey.

## Levensloop
Bellaart werd geboren in Dordrecht en groeide op in Middelburg. Hij volgde de Academie voor Lichamelijke Opvoeding in Den Haag.

### Hockey
Bellaart begon zijn loopbaan als trainer/coach bij de dames van HC Klein Zwitserland. Van 1976 en 1981 was hij vervolgens coach van de heren van diezelfde club. In die periode domineerden de heren van HCKZ het Nederlandse clubhockey. Bellaart pakte met HCKZ vijf landstitels en twee Europacups. In 1981 zwaaide hij af als coach en ging hij aan de slag als bondscoach van Jong Oranje heren. Al vrij snel werd Bellaart ontheven uit deze functie door de KNHB, omdat hij na de zomer van 1981 ook coach van de dames van Amsterdam was geworden. Bij Amsterdam won hij de Europacup I in 1982. Hij heeft vervolgens twee jaar bij de Italiaanse hockeyploeg gewerkt. In oktober 1984 kwam Bellaart weer voor de Nederlandse hockeybond te werken als assistent onder bondscoach Wim van Heumen en ook even onder Hans Jorritsma. Eind jaren tachtig werkte Bellaart ook even in Frankrijk bij Racing Club de France.
In 1995 ging Bellaart de dames van HC Bloemendaal coachen, die op dat moment onder in de Hoofdklasse bungelden. Van 1997 tot en met 2001 was hij de coach van de mannen van HC Klein Zwitserland. Bellaart was daarna van april 2001 tot en met oktober 2003 bondscoach van de Nederlandse hockeyploeg, als opvolger van de na "Sydney" weggestuurde Maurits Hendriks.
In de aanloop naar het olympisch jaar ontstond een conflict tussen Bellaart en zes internationals (Jeroen Delmee, Piet-Hein Geeris, Sander van der Weide, Bram Lomans, Erik Jazet en Guus Vogels) die zijn vertrek eisten, nadat Nederland zich niet direct had weten te plaatsen voor de Olympische Spelen in Athene 2004. Van de hockeybond mocht Bellaart aanvankelijk aanblijven, maar hij stapte uiteindelijk op 27 oktober 2003 zelf op. NRC Handelsblad schreef nadien dat sprake was van "een koningsdrama" dat de hockeybond grotendeels aan zichzelf te wijten zou hebben gehad.
Vanaf de zomer van 2010 werkte Bellaart als trainer/coach bij de mannen van Laren.
Hij stopte in 2013 met alles wat met hockey te maken had. Vanaf 2018 gaf hij trimhockeylessen.

### Privé
Bellaart had uit een eerdere relatie een dochter en bij zijn tweede partner een zoon en dochter. Op 21 december 2020 overleed Bellaart op 69-jarige leeftijd in een hospice in Naarden aan de gevolgen van acute leukemie.